# Giuliano Naria
Giuliano Carlo Naria (Genova, 1º febbraio 1947 – Milano, 27 giugno 1997) è stato un terrorista, giornalista e scrittore italiano, scontò nove anni di carcere e fu poi assolto con formula piena.

## Biografia
Operaio all'Ansaldo di Genova e attivista politico di Lotta Continua. Nel 1975 entra nella colonna genovese delle Brigate Rosse. Nel 1976 Naria fu accusato di aver partecipato all'attentato compiuto dalle Brigate Rosse al giudice Francesco Coco, procuratore generale della Repubblica di Genova, il 9 giugno 1976. Nell'azione morirono, oltre al giudice, anche gli agenti di scorta Giovanni Saponara e Antioco Deiana.
Venne arrestato il 27 luglio 1976 nella casa di vacanza della sua ragazza a Gaby vicino a Saint-Vincent in Valle d'Aosta seguendo le tracce da Milano di Rosella Simone, sua fidanzata all'epoca, e sottoposto a carcerazione preventiva perché somigliante all'identikit di uno degli attentatori. Rimase in prigione per 9 anni e 16 giorni, durante i quali si ammalò di anoressia e arrivò a pesare solo 35 kg. Ottenne gli arresti domiciliari solo nell'agosto del 1985, a Garlenda (SV) e fu rilasciato nel 1986 per le pressioni dell'ex presidente della Repubblica Sandro Pertini, dell'allora ministro di grazia e giustizia Mino Martinazzoli e di altri duecento parlamentari di tutti gli schieramenti. Fu assolto definitivamente con formula piena soltanto all'inizio degli anni novanta, e intraprese la carriera di scrittore e giornalista.
A pochi anni da quegli eventi, Naria si ammalò di un tumore alla bocca che lo portò alla morte il 27 giugno 1997, all'Istituto dei tumori di Milano, assistito dai genitori Matilde Bricchetti e Amelio e dalla moglie Sabina che aveva sposato qualche mese prima. Le sue ceneri sono state tumulate nel cimitero di Bruzzano.